# Amblyopi
Amblyopi (af græsk amblyops 'med sløvt øje'), også kendt som dovent øje er en synslidelse som er karakteriseret ved dårligt eller uklart syn for et øje, der ellers er fysisk normalt, eller ude af proportion med tilknyttede strukturelle abnormaliteter. Det er blevet anslået at 1-5 % af befolkning rammes heraf.
Problemet forårsages af ingen eller ringe overførsel af synsindtryk til hjernen gennem en vedvarende periode med dysfunktion eller under tidlig barndom. Amblyopi rammer normalt kun det ene øje, men det er muligt at begge øjne rammes dersom begge afskæres fra et godt, klart synsindtryk. Påvisning af tilstanden i tidlig barndom øger chancen for succesfuld behandling.
Mens udtrykket fra dagligsproget "dovent øje" ofte anvendes til at henvise til amblyopi, så er termen upræcis fordi der hverken indgår "dovenskab" i øjet eller den person som er ramt af lidelsen. "Doven hjerne" er en mere præcis term til at beskrive amblyopi. Termen "dovent øje" er upræcist fordi det også er en lægmandsbetegnelse for strabismus, særligt exotrapi.

## Fysiologi
Amblyopi er et udviklingsproblem i hjernen, ikke et organisk problem i øjet (selv om organiske problemer kan forårsage amblyopi, der vedvarer efter det organiske problem er løst). Den del af hjernen som svarer til det synssystemet fra det berørte øje er ikke stimuleret korrekt, og udvikles abnormalt. Dette er blevet bekræftet gennem direkte hjerneeksamination. David H. Hubel og Torsten Wiesel vandt Nobel-prisen i fysiologi/medicin i 1981 for deres arbejde, der demonstrerede irreversible skader på regioner af den visuelle cortex, skabt i kattekillinger gennem tilstrækkelig visuel deprivering gennem den såkaldte "kritiske periode". Maksimum for den kritiske periode for mennesker er fra fødsel til to-års alderen.

## Symptomer
Mange mennesker med amblyopi, særligt de som kun i mild grad berøres, er end ikke klar over at tilstanden før de tjekkes i en højere alder, da synet i deres stærke øje er normalt. Alligevel, personer som har alvorlig amblyopia kan opleve tilknyttede synsforstyrrelser, mest bemærkselsværdigt ringe afstandsbedømmelse eller dybdesyn.

## Typer
Amblyopi kan forårsages af deprivation at synet tidligt i livet gennem synsforstyrrende lidelser, så som medfødt grå stær katarakt, gennem strabismus (skelen), eller gennem anisometropi (forskellige grader af myopi eller hypermetropi i hvert øje).
Ambylopi kan også forekomme fysiologisk efter tobaks- eller alkoholindtagelse.

### Strabismisk amblyopia
Strabismus, undertiden også forkert betegnet dovent øje, er en tilstand hvor øjnene ikke er afstemt rigtigt. Strabismus fører som regel til normalt syn i den foretrukne øje, men kan også forårsage abnormt syn i det afvigende eller strabismiske øje som følge af diskrepansen mellem synsindtrykkene som projekteres til hjernen fra de to øjne. Voksen-ramt strabismus forårsager som regel dobbeltsyn (diplopi), da de to øjne ikke fikseres på samme objekt.
Børns hjerner, derimod, er mere neuroplastiske, og kan derfor lettere tilpasse sig ved at undertrykke synsindtryk fra et af øjenene, og derigennem eliminere dobbeltsyn. Dette plastiske modsvar i hjernen vil, dog, forstyrre hjernens normale udvikling, og resultere i amblyopi.
Strabismisk amblyopi behandles gennem klargørelse af synsindtryk med briller, og/eller fremme brugen af det amblyopiske øje med en øjeklap over det dominerende øje eller farmakologisk nedsættelse af det. Nedsættelse består som regel i anvendelsen af atropin-dråber til midlertidig udvidelse af pupil, der fører til sløret syn i det gode øje. Dette hjælper med at forhindre mobning og drillerier knyttet til brug af klap, selv om anvendelse af øjendråber er mere krævende. Selve skelnen kan behandles med kirurgisk eller ikke-kirurgiske metoder, afhængig af typen og graden af strabismus.

### Kliniske forsøg og eksperimenter
Selv om det bedste resultat nås når behandling påbegyndes før 5-års alderen, så har forskning vist at børn ældre end 10 år og enkelte voksne kan nå forbedring i det ramte øje. Børn fra 7 til 12 som bar en øjeklap og udførte aktiviteter med kort synsafstand (synsterapi) havde fire gange så høj sandsynlighed for at vise en to-linje forbedring på en standard 11 linje synstavle som amblyopiske børn som ikke modtog behandling. Unge i alderen 13 til 17 viste også forbedringer, dog i mindre omfang end yngre børn.
Synsterapi-programmer er til tider særligt effektive for motiverede voksne, i det mindste på kort sigt.
Et nyere studie, som er dækket bredt i den populær presse, har anslået at gentagen transkranial magnetisk stimulation kan forbedre kontrast-sensitivitet og opfangelse af rum i det ramte øje for amblyopiske voksne. Disse resultater afventer bekræftelse fra andre forskere.
Computerspil som gør brug af virtuel virkelighed, hvor hvert øje modtager forskellige signaler fra den virtuelle verden som spillerens hjerne skal kombinere for at kunne spille spillet succesfuldt, har vist nogle løfter i forbedring af både brugen af det ramte øje såvel som for samsynsproblemer mellem øjenene.
I et andet nyere klinisk forsøg afviklet i et hospital i Kina og koordineret med et forskningsprogram ved University of Southern California, viste 28 af 30 patienter behandlet for amblyopi dramatisk forbedring, hvor enkelte udviklede 20/20 syn (perfekt syn). Behandlingen involverede brug af grundlæggende computer skrivebordsprogrammel og synstræningsøvelser.

## Så også
- Øjeklap
- Stereoblindhed
- Synsterapi